# Джейден Лоуренс
Джейден Александер Лоуренс (англ. Jayden Alexander Lawrence; нар. 6 жовтня 1994, Кемден, Новий Південний Уельс) — австралійський борець вільного стилю, семиразовий чемпіон Океанії, бронзовий призер Ігор Співдружності, срібний призер чемпіонату Співдружності, учасник Олімпійських ігор.

## Життєпис
Боротьбою почав займатися з 2004 року.
Виступає за спортивний клуб Camden Valley Wrestling. Тренер — Андрій Воронцов.

## Спортивні результати на міжнародних змаганнях

### Виступи на Олімпіадах
| Змагання                    | Збірна    | Вагова категорія          | Місце |
| --------------------------- | --------- | ------------------------- | ----- |
| Літні Олімпійські ігри 2024 | Австралія | вільна боротьба, до 86 кг | 16    |

### Виступи на Чемпіонатах світу
| Змагання                        | Збірна    | Вагова категорія          | Місце |
| ------------------------------- | --------- | ------------------------- | ----- |
| Чемпіонат світу з боротьби 2013 | Австралія | вільна боротьба, до 74 кг | 32    |
| Чемпіонат світу з боротьби 2023 | Австралія | вільна боротьба, до 86 кг | 32    |

### Виступи на Чемпіонатах Океанії
| Змагання                          | Збірна    | Вагова категорія            | Місце  |
| --------------------------------- | --------- | --------------------------- | ------ |
| Чемпіонат Океанії з боротьби 2012 | Австралія | пляжна боротьба, до M74 кг  | Золото |
| Чемпіонат Океанії з боротьби 2012 | Австралія | вільна боротьба, до 66 кг   | Золото |
| Чемпіонат Океанії з боротьби 2013 | Австралія | вільна боротьба, до 74 кг   | Золото |
| Чемпіонат Океанії з боротьби 2013 | Австралія | пляжна боротьба, до M+85 кг | Золото |
| Чемпіонат Океанії з боротьби 2014 | Австралія | вільна боротьба, до 74 кг   | Золото |
| Чемпіонат Океанії з боротьби 2023 | Австралія | вільна боротьба, до 86 кг   | Золото |
| Чемпіонат Океанії з боротьби 2024 | Австралія | вільна боротьба, до 86 кг   | Золото |

### Виступи на Чемпіонатах Співдружності
| Змагання                                | Збірна    | Вагова категорія          | Місце  |
| --------------------------------------- | --------- | ------------------------- | ------ |
| Чемпіонат Співдружності з боротьби 2013 | Австралія | вільна боротьба, до 74 кг | Срібло |

### Виступи на Іграх Співдружності
| Змагання                | Збірна    | Вагова категорія          | Місце  |
| ----------------------- | --------- | ------------------------- | ------ |
| Ігри Співдружності 2014 | Австралія | вільна боротьба, до 74 кг | 5      |
| Ігри Співдружності 2018 | Австралія | вільна боротьба, до 86 кг | 10     |
| Ігри Співдружності 2022 | Австралія | вільна боротьба, до 86 кг | Бронза |

### Виступи на інших змаганнях
| Змагання                                                          | Збірна    | Вагова категорія          | Місце  |
| ----------------------------------------------------------------- | --------- | ------------------------- | ------ |
| Олімпійський кваліфікаційний турнір з боротьби 2012 (Марракеш)    | Австралія | вільна боротьба, до 66 кг | Бронза |
| Олімпійський кваліфікаційний турнір з боротьби 2012 (Тайюань)     | Австралія | вільна боротьба, до 66 кг | 5      |
| Олімпійський кваліфікаційний турнір з боротьби 2012 (Гельсінкі)   | Австралія | вільна боротьба, до 66 кг | 12     |
| Олімпійський кваліфікаційний турнір з боротьби 2020 (Хаммамет)    | Австралія | вільна боротьба, до 86 кг | 5      |
| Олімпійський кваліфікаційний турнір з боротьби 2024 (Александрія) | Австралія | вільна боротьба, до 86 кг | Золото |
| Меморіал Імре Поляка та Яноша Варги 2024                          | Австралія | вільна боротьба, до 86 кг | 7      |

### Виступи на змаганнях молодших вікових груп
| Змагання                                              | Збірна    | Вагова категорія              | Місце  |
| ----------------------------------------------------- | --------- | ----------------------------- | ------ |
| Чемпіонат Океанії з боротьби серед кадетів 2009       | Австралія | вільна боротьба, до 54 кг     | Срібло |
| Чемпіонат Океанії з боротьби серед кадетів 2009       | Австралія | вільна боротьба, до 50 кг     | Золото |
| Чемпіонат Океанії з боротьби серед кадетів 2010       | Австралія | вільна боротьба, до 54 кг     | Золото |
| Чемпіонат Океанії з боротьби серед кадетів 2010       | Австралія | пляжна боротьба, до male74 кг | Бронза |
| Літні юнацькі Олімпійські ігри серед кадетів 2010     | Австралія | вільна боротьба, до 54 кг     | 5      |
| Чемпіонат Океанії з боротьби серед кадетів 2011       | Австралія | вільна боротьба, до 69 кг     | Золото |
| Чемпіонат світу з боротьби серед кадетів 2011         | Австралія | вільна боротьба, до 63 кг     | 18     |
| Чемпіонат Океанії з боротьби серед юніорів 2009       | Австралія | вільна боротьба, до 50 кг     | Золото |
| Чемпіонат Співдружності з боротьби серед юніорів 2010 | Австралія | вільна боротьба, до 58 кг     | Бронза |
| Чемпіонат Океанії з боротьби серед юніорів 2010       | Австралія | вільна боротьба, до 55 кг     | Золото |
| Чемпіонат Океанії з боротьби серед юніорів 2011       | Австралія | вільна боротьба, до 66 кг     | Золото |
| Чемпіонат Океанії з боротьби серед юніорів 2012       | Австралія | пляжна боротьба, до M74 кг    | Золото |
| Чемпіонат Океанії з боротьби серед юніорів 2012       | Австралія | вільна боротьба, до 66 кг     | Золото |
| Чемпіонат світу з боротьби серед юніорів 2012         | Австралія | вільна боротьба, до 74 кг     | 25     |
| Чемпіонат світу з боротьби серед юніорів 2012         | Австралія | пляжна боротьба, до M80 кг    | 5      |
| Чемпіонат Океанії з боротьби серед юніорів 2013       | Австралія | вільна боротьба, до 74 кг     | Золото |
| Чемпіонат світу з боротьби серед юніорів 2013         | Австралія | вільна боротьба, до 74 кг     | 23     |
| Чемпіонат Океанії з боротьби серед юніорів 2014       | Австралія | вільна боротьба, до 74 кг     | Золото |
| Чемпіонат світу з боротьби серед юніорів 2014         | Австралія | вільна боротьба, до 74 кг     | 17     |